# ZKŻ Zielona Góra
ZKŻ Zielona Góra  ist ein Speedwayverein aus der polnischen Liga. Der Club gewann zuletzt 2013 die polnische Meisterschaft und tritt unter dem Namen „Stelmet Falubaz Zielona Góra“ an.

## Geschichte
Der Verein wurde 1946 gegründet und 1973 in Falubaz Zielona Góra umbenannt. Mittlerweile ist Falubaz zum Synonym für den Club geworden.

## Erfolge
- polnische Team-Meisterschaft: 1981, 1982, 1985, 1991, 2009, 2011, 2013
- polnische Einzel-Meisterschaft: 1982, 1986
- polnische Paar-Meisterschaft: 1979, 1982, 1983, 2009

## Stadion
Der Verein trägt seine Rennen im Städtischen Stadion aus. Dieses bietet 15000 Zuschauern Platz. Die Rennstrecke besteht aus Syenit.

## Kader 2012
- Greg Hancock
- Andreas Jonsson
- Piotr Protasiewicz
- Rafał Dobrucki
- Jonas Davidsson
- Grzegorz Zengota